# Йохан Херман Ридезел цу Айзенбах
Йохан Херман XV Ридезел цу Айзенбах (на немски: Johann Hermann XV Riedesel zu Eisenbach; * 10 ноември 1740 в Хьолрих (част от Карсбах), Бавария; † 22 септември 1785 във Виена) е фрайхер/барон от род Ридезел цу Айзенбах, писател и пруски дипломат.
Той е син на пруския генерал-лейтенант фрайхер Йохан Фолпрехт Ридезел цу Айзенбах (1696 – 1757) и съпругата му Каролина Елизабет Шенк фон Швайнсберг (1717 – 1786), дъщеря на Йохан Георг Шенк фон Швайнсберг (1672 – 1744) и Анна Хелена София фон Валенщайн (1684 – 1747), дъщеря на Вилхелм Дитрих фон Валенщайн (* пр. 1663) и Юлия фон дер Тан. Правнук е на Йохан фон Ридезел цу Айзенбах (1607 – 1676). Майка му се омъжва втори път за тайния съветник Йохан Вилхелм Ридезел фон Айзенбах (* 1705; † 1782), асесор на имперския камерен съд във Вецлар.
Йохан Херман XV Ридезел цу Айзенбах следва право 1758 – 1760 г. в Ерланген. Той не може да стане офицер. През декември 1761 г. той пътува девет години през Европа в Париж и Италия. Той има интереси към класическата древност. Той пише за своите пътувания особено за Сицилия и Малта. През 1768 г. той пътува през Леванте, Мала Азия, Турция и Гърция, след това в Испания, Португалия, Франция, Англия, Шотландия, Ирландия, Белгия и Нидерландия. В Лондон той става масон. След пътуванията му през Европа той не остава в наследения си дворец Алтенбург, а кандидатства за дипломатическа служба при пруския крал Фридрих II († 1786). През 1771 г. той става камерхер в Берлин, 1773 г. пруски пратеник във Виена.
Йохан Херман XV Ридезел цу Айзенбах умира на 44 години, след инцидент при яздене, на 22 септември 1785 г. във Виена и е погребан в гробището „Санкт Файт“. Гробната му плоча днес е в църквата на Алтенбург.

## Семейство
Йохан Херман XV Ридезел цу Айзенбах се жени на 13 септември 1778 г. в Берлин за Шарлота фон Беерен (* 10 февруари 1746, Берлин; † 10 август 1817, Алтенбург), пруска дворцова дама. Те имат син и дъщеря:
- Карл Лудвиг Йохан Херман, наричан „Жанот“ (* 20 януари 1782, Виена; † 14 октомври 1842, Лаутербах), 1820 г. президент на I. камера на Великото херцогство Хесен, женен на 27 ноември 1809 г. за Каролина Щойбе (* 15 февруари 1788, Касел; † 2 януари 1865, Краутхаузен)
- Каролина Фридерика Луиза (* 3 март 1784, Виена; † 28 август 1857), омъжена на 12 май 1808 г. за фрайхер Георг XXIV Ридезел цу Айзенбах (* 24 април 1785, Брауншвайг; † 1 август 1854), ландмаршал на Великото херцогство Саксония, син на фрайхер Фридрих Адолф Рихард Ридезел цу Айзенбах (1738 – 1800) и Луиза Фридерика фон Масов (* 1746)